# 聖書神学事典
聖書神学事典（せいしょしんがくじてん、Dictionary of Biblical Theology）とは、福音主義の立場によるいのちのことば社刊行の聖書神学事典。全170項目。
聖書信仰に立つ新改訳聖書、新聖書注解、新聖書講解シリーズ、新聖書辞典、新キリスト教辞典、実用聖書注解に続くものである。
いのちのことば社創立60周年記念出版。

## 特色
「聖書全巻を神のことばと信じる福音主義の立場に立って、旧約聖書から新約聖書への思想的・神学的流れが明らかにされる。」

## 項目
聖書の言語、聖書解釈、旧新約聖書各巻概説。外典と偽典。

## 監修
- 鍋谷堯爾
- 藤本満
- 小林高徳

## 執筆者
- 安黒務
- 石黒則年
- 岡山英雄
- 瀧浦滋
- 水草修治
- 村岡崇光